# Aklan
Aklan é um província de  segunda classe de renda da província (d) na região Visayas Ocidentais (Região VI), nas Filipinas. De acordo com o censo de 1 de maio  de  2020 possui uma população de 615 475 pessoas e 132 784 domicílios. A sua capital é Kalibo.

## Subdivisões
Municípios
- Altavas
- Balete
- Banga
- Batan
- Buruanga
- Ibajay
- Kalibo
- Lezo
- Libacao
- Madalag
- Makato
- Malay
- Malinao
- Nabas
- Nova Washington
- Numancia
- Tangalan